# Lijst van onderscheidingen van de 2. SS-Panzer-Division Das Reich
Dit is een lijst van onderscheidingen van de 2. SS-Panzer-Division Das Reich. 

## Houders van de Eregesp voor Frontdienst

### In goud
- Gustav Braun, SS-Obersturmführer, SS Panzergrenadier-Regiment 4
- Arthur Christian, SS-Rottenführer, SS Panzergrenadier-Regiment 4
- Hans Eckert, SS-Obersturmführer, SS Panzer-Batallion 2
- Ewald Ehm, SS-Untersturmführer, SS Panzergrenadier-Regiment 3
- August Exinger, SS-Oberscharführer, SS Panzergrenadier-Regiment 4
- Franz Grabner, SS-Unterscharführer, SS Panzergrenadier-Regiment 4
- Emil Hilber, SS-Hauptsturmführer, SS Panzergrenadier-Regiment 3
- Friedrich Holzer, SS-Hauptsturmführer, SS Panzergrenadier-Regiment 4
- Georg Kachel, SS-Rottenführer, SS Panzergrenadier-Regiment 4
- Helmut Kämpfe, SS-Sturmbannführer, SS Panzergrenadier-Regiment 4
- Vinzenz Kaiser, SS-Hauptsturmführer, SS Panzergrenadier-Regiment 4
- Josef Lainer, SS-Hauptscharführer, SS Panzergrenadier-Regiment 4
- Alfred Lex, SS-Hauptsturmführer, SS Panzergrenadier-Regiment 4
- Wolfgang Loose, SS-Obersturmführer, SS Panzergrenadier-Regiment 3
- Heinz Macher, SS-Obersturmführer, SS Panzergrenadier-Regiment 3
- Karl Mayer, SS-Oberscharführer, SS Panzergrenadier-Regiment 4
- Alfred Olf, SS-Oberscharführer, SS Panzergrenadier-Regiment 4
- Adolf Peichl, SS-Hauptscharführer, SS Panzergrenadier-Regiment 4
- Hermann Pösch, SS-Unterscharführer, SS Panzergrenadier-Regiment 4
- Hans Rüffert, SS-Hauptscharführer, SS Panzer-Pionier-Batallion 2
- Heinrich Schmelzer, SS-Obersturmführer, SS Panzer-Pionier-Batallion 2
- Helmuth Schreiber, SS-Sturmbannführer, SS Panzergrenadier-Regiment 3
- Herbert Schulze, SS-Sturmbannführer, SS Panzergrenadier-Regiment 4
- Johann Schulzer, SS-Obersturmführer, SS Panzergrenadier-Regiment 4
- Silvester Stadler, SS-Obersturmbannführer, SS Panzergrenadier-Regiment 4
- Otto Stix, SS-Oberscharführer, SS Panzergrenadier-Regiment 4
- Heinz Werner, SS-Sturmbannführer, SS Panzergrenadier-Regiment 4
- Günther Eberhardt Wisliceny, SS-Obersturmbannführer, SS Panzergrenadier-Regiment 3

## Houders van het Aanbevelingscertificaat van de Opperbevelhebber van het Duitse Leger
- Blank, SS-Unterscharführer, SS Infanterie-Regiment
- Gustav Braun, SS-Obersturmführer, SS Panzergrenadier-Regiment 3
- Burmeister, SS-Untersturmführer, SS Panzergrenadier-Regiment 3
- Frank, SS-Untersturmführer, SS Panzergrenadier-Regiment 3
- Frodl, SS-Rottenführer, SS Panzergrenadier-Regiment 3
- Groß, SS-Untersturmführer, SS Infanterie-Regiment 11
- Werner Harms, SS-Unterscharführer, SS Panzer-Regiment 2
- Fritz Rentrop, SS-Obersturmführer, SS Flak-Abteilung 2
- Walter Rick, SS-Unterscharführer, SS Panzer-Regiment 2
- Ruhland, SS-Oberscharführer, SS Panzergrenadier-Regiment 3
- Karl Schwebe, SS-Rottenführer, SS Panzer-Regiment 2
- Ernst Wiljes, SS-Sturmmann, SS Panzer-Regiment 2

## Houders van het Aanbevelingscertificaat van de Opperbevelhebber van het Duitse Leger voor het neerschieten van vliegtuigen
- Max Hess, SS-Rottenführer, SS Panzer-Aufklärungs-Abteilung 2
- Otto Reimann, SS-Hauptsturmführer, SS Flak-Abteilung 2

## Houders van het Duits Kruis

### In goud
- Kurt Amlacher, SS-Unterscharführer, SS Panzergrenadier-Regiment 4
- Karl-Horst Arnold, SS-Hauptsturmführer, SS Pionier-Batallion 2
- Erhardt Asbahr, SS-Sturmbannführer, SS Panzer-Jäger-Abteilung 2
- Hans Bader, SS-Hauptscharführer
- Paul Balfanz, SS-Oberscharführer, SS Panzer-Pionier-Batallion 2
- Otto Bengel, SS-Oberscharführer, SS Panzergrenadier-Regiment 4
- Heinz Bille, SS-Obersturmführer, SS Panzer-Artillerie-Regiment 2
- Hans Bissinger, SS-Hauptsturmführer, SS Panzergrenadier-Regiment 3
- Hermann Bolte, SS-Obersturmführer, SS Sturmgeschutz-Abteilung 2
- Josef Brandmeier, SS-Hauptscharführer, SS Panzergrenadier-Regiment 3
- Johann Brandstätter, SS-Hauptscharführer
- Gustav Braun, SS-Obersturmführer, SS Panzergrenadier-Regiment 4
- Bartl Breitfuß, SS-Hauptscharführer, SS Panzergrenadier-Regiment 3
- Siegfried Brosow, SS-Hauptsturmführer, SS Pionier-Batallion 2
- Josef Brunner, SS-Oberscharführer, SS Panzergrenadier-Regiment 4
- Heinz Buchhold, SS-Oberscharführer, SS Panzer-Pionier-Batallion 2
- Hans Burfeind, SS-Hauptsturmführer, SS Panzer-Jäger-Abteilung 2
- Karl Burkhardt, SS-Obersturmführer, SS Panzergrenadier-Regiment 3
- Diedrich Carstens, SS-Oberscharführer, SS Panzer-Regiment 2
- Ernst Claussen, SS-Hauptscharführer, SS Panzer-Jäger-Abteilung 2
- Werner Damsch, SS-Obersturmführer, SS Panzergrenadier-Regiment 3
- Ruppert Dangl, SS-Untersturmführer, SS Aufklärungs-Abteilung 2
- Rolf Diercks, SS-Hauptsturmführer, SS Panzergrenadier-Regiment 3
- Oskar Drexler, SS-Sturmbannführer, SS Panzer-Artillerie-Regiment 2
- Ernst von Eberstein, SS-Obersturmführer, SS Panzergrenadier-Regiment 4
- Hans Eckert, SS-Obersturmführer, SS Panzergrenadier-Regiment 3
- Ewald Ehm, SS-Unterscharführer, SS Panzergrenadier-Regiment 3
- Fritz Ehrath, SS-Sturmbannführer, SS Panzergrenadier-Regiment 4
- Anton Eichner, SS-Obersturmführer, SS Panzergrenadier-Regiment 3
- Wilhelm Eisemann, SS-Hauptscharführer, SS Panzergrenadier-Regiment 3
- Norbert Elfering, SS-Obersturmführer, SS Panzer-Regiment 2
- Gerhard Engelken, SS-Oberscharführer, SS Panzergrenadier-Regiment 4
- Rudolf Enseling, SS-Hauptsturmführer, SS Pionier-Batallion 2
- Georg Erhard, SS-Oberscharführer, SS Pionier-Batallion 2
- August Exinger, SS-Oberscharführer, SS Panzergrenadier-Regiment 4
- Rudolf Garscha, SS-Obersturmführer, SS Panzer-Artillerie-Regiment 2
- Karl Gerlach, SS-Untersturmführer, SS Sturmgeschutz-Batallion 2
- Friedrich-Wilhelm Graun, SS-Obersturmführer, SS Sturmgeschutz-Batallion 2
- Franz Grohmann, SS-Untersturmführer, SS Panzergrenadier-Regiment 3
- Josef Gruber, SS-Hauptscharführer, SS Panzergrenadier-Regiment 4
- Adam Gutberlet, SS-Hauptscharführer, SS Panzergrenadier-Regiment 4
- Arnold Hansen, SS-Untersturmführer
- Heinz Harmel, SS-Sturmbannführer, SS Panzergrenadier-Regiment 4
- Fritz Haupt, SS-Oberscharführer, SS Panzer-Regiment 2
- Gerhard Hecker, SS-Hauptscharführer, SS Sturmgeschutz-Abteilung 2
- Horst Herpolsheimer, SS-Oberscharführer, SS Panzergrenadier-Regiment 4
- Emil Hilber, SS-Obersturmführer, SS Panzergrenadier-Regiment 3
- Karl-Heinz Himme, SS-Untersturmführer, SS Panzer-Regiment 2
- Franz Hörmann, SS-Oberscharführer, SS Panzergrenadier-Regiment 4
- Otto Hoff, SS-Oberscharführer, SS Panzer-Aufklärungs-Abteilung 2
- Erich Hoffmann, SS-Hauptscharführer, SS Artillerie-Regiment 2
- Herbert Hoffmann, SS-Hauptsturmführer, SS Panzer-Artillerie-Regiment 2
- Werner Hofmann, SS-Untersturmführer, SS Panzer-Aufklärungs-Abteilung 2
- Friedrich Holzer, SS-Obersturmführer, SS Panzergrenadier-Regiment 4
- Alfred Idel, SS-Unterscharführer, SS Sturmgeschutz-Abteilung 2
- Helmut Kämpfe, SS-Hauptsturmführer, SS Aufklärungs-Abteilung 2
- Ludwig Kahlhammer, SS-Hauptsturmführer, SS Panzer-Artillerie-Regiment 2
- Vinzenz Kaiser, SS-Hauptsturmführer, SS Panzergrenadier-Regiment 4
- Alois Kalss, SS-Untersturmführer, SS Panzer-Regiment 2
- Josef Kast, SS-Obersturmführer, SS Panzer-Artillerie-Regiment 2
- Willi Kaupa, SS-Oberscharführer, SS Panzer-Regiment 2
- Siegfried Kepp, SS-Obersturmführer, SS Sturmgeschutz-Abteilung 2
- Fritz Klingenberg, SS-Obersturmbannführer
- Hans-Otto Klohn, SS-Obersturmführer, SS Artillerie-Regiment 2
- Karl Kloskowski, SS-Obersturmführer, SS Panzer-Regiment 2
- Wilhelm Kment, SS-Hauptsturmführer
- Hermann Knauf, SS-Hauptscharführer, SS Panzergrenadier-Regiment 4
- Franz Kneißl, SS-Untersturmführer, SS Sturmgeschutz-Abteilung 2
- Walter Kniep, SS-Hauptsturmführer, SS Panzergrenadier-Regiment 4
- Hans Korndörfer, Dr., SS-Hauptsturmführer, SS Panzergrenadier-Regiment 3
- Ernst-August Krag, SS-Obersturmführer, SS Sturmgeschutz-Abteilung 2
- Karl Kreutz, SS-Obersturmbannführer, SS Panzer-Artillerie-Regiment 2
- Stefan Kronthaler, SS-Oberscharführer, SS Panzergrenadier-Regiment 4
- Otto Kumm, SS-Obersturmbannführer, SS Panzergrenadier-Regiment 4
- Günther Lehmann, SS-Unterscharführer, SS Panzergrenadier-Regiment 3
- Alfred Lex, SS-Obersturmführer, SS Panzergrenadier-Regiment 4
- Hans Lingner, SS-Hauptsturmführer, SS Panzergrenadier-Regiment 4
- Heinz Lorenz, SS-Sturmbannführer, SS Panzer-Artillerie-Regiment 2
- Karl-Heinz Lorenz, SS-Obersturmführer, SS Panzer-Regiment 2
- Heinz Macher, SS-Obersturmführer, SS Panzergrenadier-Regiment 3
- Eugen Maisenbacher, SS-Obersturmführer, SS Panzergrenadier-Regiment 3
- Heinz Manthey, SS-Oberscharführer, SS Panzer-Pionier-Batallion 2
- Heinrich Manz, SS-Hauptscharführer, SS Panzergrenadier-Regiment 4
- Karl Matt, SS-Oberscharführer, SS Panzer-Artillerie-Regiment 2
- Wilhelm Matzke, SS-Obersturmführer, SS Panzer-Regiment 2
- Meier, SS-Oberscharführer, SS Panzergrenadier-Regiment 3
- Josef Meier, SS-Untersturmführer, SS Aufklärungs-Abteilung 2
- Martin Menn, SS-Oberscharführer, SS Panzergrenadier-Regiment 4
- Otto Meyer, SS-Sturmbannführer, SS Panzergrenadier-Regiment 3
- Erich Mork, SS-Untersturmführer, SS Panzer-Regiment 2
- Rudolf Mühlenkamp, SS-Hauptsturmführer, SS Aufklärungs-Abteilung 2
- Ladislaus Müller, Dr., SS-Hauptsturmführer, SS Panzer-Regiment 2
- Rolf Müller, SS-Untersturmführer, SS Panzer-Pionier-Batallion 2
- Ernst Münster, SS-Oberscharführer, SS Panzergrenadier-Regiment 4
- Hans-Joachim Mützelfeldt, SS-Hauptsturmführer, SS Flak-Abteilung 2
- Sepp Naber, SS-Oberscharführer, SS Panzer-Jäger-Abteilung 2
- Alfred Olf, SS-Oberscharführer, SS Panzergrenadier-Regiment 4
- Werner Ostendorff, SS-Standartenführer
- Wolfgang Otto, SS-Obersturmführer, SS Sturmgeschutz-Abteilung 2
- Roland Paul, SS-Obersturmführer, SS Panzer-Jäger-Abteilung 2
- Hans Pavelka, SS-Obersturmführer, SS Panzer-Regiment 2
- Adolf Peichl, SS-Oberscharführer, SS Panzergrenadier-Regiment 4
- Alois Pilgerstorfer, SS-Oberscharführer, SS Panzergrenadier-Regiment 4
- Werner Poetschke, SS-Hauptsturmführer, SS Aufklärungs-Abteilung 2
- Ortwin Pohl, SS-Hauptsturmführer, SS Panzer-Regiment 2
- Helmut Rambusch, SS-Obersturmführer, SS Panzer-Pionier-Batallion 2
- Ludwig Rameis, Dr., SS-Hauptsturmführer, SS Panzer-Artillerie-Regiment 2
- Otto Reimann, SS-Hauptsturmführer, SS Flak-Abteilung 2
- Johann Reinhardt, SS-Hauptscharführer, SS Panzer-Regiment 2
- Gert von Reitzenstein, SS-Obersturmführer, SS Panzergrenadier-Regiment 4
- Otto Resch, SS-Hauptsturmführer, SS Panzer-Aufklärungs-Abteilung 2
- Otto Reuter, SS-Obersturmführer, SS Panzergrenadier-Regiment 3
- Gotthilf Riexinger, SS-Hauptscharführer, SS Panzergrenadier-Regiment 3
- Johann Rudorfer, SS-Oberscharführer, SS Panzergrenadier-Regiment 4
- Hans Rüd, SS-Unterscharführer, SS Panzergrenadier-Regiment 3
- Hans Rüffert, SS-Hauptscharführer, SS Panzer-Pionier-Batallion 2
- Hans Sailer, SS-Obersturmführer, SS Panzergrenadier-Regiment 3
- Reinhold Scharfe, SS-Obersturmführer
- Josef Scheibler, SS-Oberscharführer
- Johann Scherg, SS-Untersturmführer, SS Panzer-Aufklärungs-Abteilung 2
- Joachim Schlomka, SS-Hauptsturmführer, SS Panzer-Regiment 2
- Heinrich Schmelzer, SS-Hauptscharführer, SS Pionier-Batallion 2
- Otto Schmid, Dr., SS-Hauptsturmführer, SS Panzer-Regiment 2
- Hans Schmidt, SS-Unterscharführer, SS Panzergrenadier-Regiment 3
- Helmuth Schreiber, SS-Obersturmführer, SS Panzergrenadier-Regiment 3
- Heinz Schubert, SS-Obersturmführer, SS Panzer-Artillerie-Regiment 2
- Viktor Schubert, SS-Obersturmführer, SS Panzer-Jäger-Abteilung 2
- Gerhard Schulz, SS-Untersturmführer, SS Panzergrenadier-Regiment 4
- Helmut Schulz, SS-Hauptsturmführer, SS Panzergrenadier-Regiment 3
- Herbert Schulze, SS-Hauptsturmführer, SS Panzergrenadier-Regiment 4
- Johannes Schulzer, SS-Obersturmführer, SS Panzergrenadier-Regiment 4
- Ernst Schweiger, SS-Hauptscharführer, SS Panzergrenadier-Regiment 4
- Emil Seibold, SS-Oberscharführer, SS Panzer-Regiment 2
- Hans Siebert, SS-Hauptscharführer, SS Panzer-Regiment 2
- Rudolf Spletzer, SS-Oberscharführer, SS Panzergrenadier-Regiment 3
- Alfons Stegmaier, SS-Hauptscharführer, SS Sturmgeschutz-Abteilung 2
- Otto Stix, SS-Oberscharführer, SS Panzergrenadier-Regiment 4
- Eugen Stocker, SS-Hauptscharführer, SS Panzergrenadier-Regiment 3
- Albert Stückler, SS-Sturmbannführer
- Eberhard Telkamp, SS-Obersturmführer, SS Sturmgeschutz-Abteilung 2
- Josef Thaler, SS-Untersturmführer, SS Aufklärungs-Abteilung 2
- Matthias Thurner, SS-Oberscharführer, SS Panzer-Jäger-Abteilung 2
- Erich Tilly, SS-Oberscharführer, SS Pionier-Batallion 2
- Christian Tychsen, SS-Hauptsturmführer
- Rudolf Ullmann, SS-Hauptsturmführer, SS Panzergrenadier-Regiment 3
- Hugo Vehovc, SS-Hauptscharführer, SS Panzergrenadier-Regiment 4
- Fritz Vogt, SS-Obersturmführer, SS Aufklärungs-Abteilung 2
- Alois Weber, SS-Oberscharführer, SS Panzergrenadier-Regiment 3
- Otto Weidinger, SS-Sturmbannführer, SS Panzer-Aufklärungs-Abteilung 2
- Ernst Weisenbach, SS-Obersturmführer, SS Panzergrenadier-Regiment 3
- Hans Weiß, SS-Sturmbannführer, SS Panzer-Regiment 2
- Heinz Werner, SS-Obersturmführer, SS Panzergrenadier-Regiment 4
- Günther Wisliceny, SS-Hauptsturmführer, SS Panzergrenadier-Regiment 3
- Oskar Wolkerstorfer, SS-Obersturmführer, SS Panzergrenadier-Regiment 4
- Sepp Woller, SS-Oberscharführer, SS Panzergrenadier-Regiment 3
- Herbert Zimmermann, SS-Hauptsturmführer, SS Panzer-Regiment 2

### In zilver
- Otto Behrendt, SS-Hauptsturmführer, SS Panzergrenadier-Regiment 4
- Anton Beinl,  SS-Hauptsturmführer, SS Panzer-Regiment 2
- Heino von Goldacker, SS-Sturmbannführer
- Albert Herbst, SS-Hauptsturmführer, SS Panzergrenadier-Regiment 4
- Wilhelm Karius, SS-Sturmbannführer
- Herbert König, SS-Sturmbannführer
- Erhardt Lamm, SS-Hauptscharführer, SS Panzer-Pionier-Batallion 2
- Oskar Maier, SS-Hauptsturmführer, SS Panzergrenadier-Regiment 3
- Thomas Schwaighofer, SS-Hauptscharführer, SS Panzer-Artillerie-Regiment 2
- Günther Streicek, SS-Obersturmführer, SS Sturmgeschutz-Abteilung 2
- Martin Wolfgang Veigel, SS-Obersturmbannführer
- August Vock, SS-Hauptsturmführer, SS Panzer-Jäger-Abteilung 2

## Houders van de Ererol van het Rijk
- Mathias Alexy, SS-Untersturmführer, SS Panzer-Regiment 2
- Erich Alves, SS-Sturmmann, SS Panzer-Jäger-Abteilung 2
- Karl-Heinz Boska, SS-Untersturmführer, SS Panzer-Regiment 2
- Karl Burkhardt, SS-Hauptsturmführer, SS Panzergrenadier-Regiment 3
- Michael Buschner, SS-Sturmmann
- Georg Colemonts, SS-Rottenführer, SS Panzer-Regiment 2
- Willy Dürr, SS-Obersturmführer, SS Panzer-Regiment 2
- Hans Ehn, SS-Unterscharführer
- Karl Förster, SS-Unterscharführer
- Hans Gödeker, SS-Hauptscharführer, SS Panzer-Regiment 2
- Franz Grohmann, SS-Hauptsturmführer, SS Panzergrenadier-Regiment 3
- Wolfgang Gustmann, SS-Unterscharführer, SS Panzer-Regiment 2
- Josef Klaiber, SS-Rottenführer
- Karl Kloskowski, SS-Untersturmführer, SS Panzergrenadier-Regiment 4
- Kurt Koslowski, SS-Sturmmann, SS Infanterie-Regiment 11
- Alfred Kostrba, SS-Sturmmann, SS Panzergrenadier-Regiment 3
- Ulrich Kruse, SS-Untersturmführer, SS Panzer-Regiment 2
- Mathias Laexy, SS-Obersturmführer, SS Panzer-Regiment 2
- Karl-Heinz Lorenz, SS-Hauptsturmführer, SS Panzer-Regiment 2
- Gustav Lottermoser, SS-Oberscharführer, SS Panzer-Aufklärungs-Abteilung 2
- Hans Mennel, SS-Untersturmführer, SS Panzer-Regiment 2
- Karl Mühleck, SS-Obersturmführer, SS Panzer-Regiment 2
- Hermann Oldeboershuis, SS-Sturmmann
- Anton Rambusek, SS-Oberscharführer, SS Aufklärungs-Abteilung 2
- Hinrich Schuster, SS-Sturmbannführer, SS Panzergrenadier-Regiment 3
- Willi Schwenk, SS-Sturmmann
- Walter Schyma, SS-Schütze
- Erich Seeliger, SS-Unterscharführer, SS Panzergrenadier-Regiment 4
- Franz Steinberger, SS-Schütze, SS Panzergrenadier-Regiment 3
- Heinz Tensfeld, SS-Obersturmführer, SS Panzer-Regiment 2
- Franz Trupp, SS-Unterscharführer, SS Panzer-Regiment 2
- Alfred Vobis, SS-Hauptscharführer, SS Panzer-Regiment 2
- Ernst Weisenbach, SS-Untersturmführer

## Houders van het Ridderkruis van het IJzeren Kruis
- Paul Hausser, SS-Gruppenführer und Generalleutnant der Waffen-SS
- Matthias Kleinheisterkamp, SS-Brigadeführer und Generalmajor der Waffen-SS
- Werner Ostendorff, SS-Sturmbannführer
- Herbert-Ernst Vahl, SS-Oberführer
- Fritz Klinkenberg, SS-Haupsturmführer
- Heinz Lammerding, SS-Oberführer
- Heinrich Bastian, SS-Obersturmführer, SS Panzergrenadier-Regiment 3
- Wilhelm Bittrich, SS-Oberführer, SS Panzergrenadier-Regiment 3
- Hans Eckert, SS-Obersturmführer, SS Panzergrenadier-Regiment 3
- Franz Grohmann, SS-Obersturmführer, SS Panzergrenadier-Regiment 3
- Heinz Harmel, SS-Obersturmbannführer, SS Panzergrenadier-Regiment 3
- Alfred Koch, SS-Obersturmführer, SS Panzergrenadier-Regiment 3
- Heinz Macher, SS-Untersturmführer, SS Panzergrenadier-Regiment 3
- Walter Mattusch, SS-Hauptsturmführer, SS Panzergrenadier-Regiment 3
- Adolf Rüd, SS-Oberscharführer, SS Panzergrenadier-Regiment
- Helmuth Schreiber, SS-Hauptsturmführer, SS Panzergrenadier-Regiment 3
- Felix Steiner, SS-Oberführer, SS Panzergrenadier-Regiment 3
- Alois Weber, SS-Hauptscharführer, SS Panzergrenadier-Regiment 3
- Günther-Eberhardt Wisliceny, SS-Sturmbannführer, SS Panzergrenadier-Regiment 3
- Fritz Witt, SS-Sturmbannführer, SS Panzergrenadier-Regiment 3
- Simon Grascher, SS-Unterscharführer, SS Panzergrenadier-Regiment 4
- Willy Grieme, SS-Obersturmführer, SS Panzergrenadier-Regiment 4
- Hans Hauser, SS-Sturmbannführer und Major der Schupo, SS Panzergrenadier-Regiment 4
- Helmut Kämpfe, SS-Sturmbannführer, SS Panzergrenadier-Regiment 4
- Vinzenz Kaiser, SS-Hauptsturmführer, SS Panzergrenadier-Regiment 4
- Georg Keppler, SS-Oberführer, SS Panzergrenadier-Regiment 4
- Ludwig Kepplinger, SS-Hauptscharführer, SS Panzergrenadier-Regiment 4
- Joachim Krüger, SS-Untersturmführer, SS Panzergrenadier-Regiment 4
- Otto Kumm, SS-Obersturmbannführer, SS Panzergrenadier-Regiment 4
- Josef Lainer, SS-Oberscharführer, SS Panzergrenadier-Regiment 4
- Günther Lange, SS-Sturmman, SS Panzergrenadier-Regiment 4
- Alfred Lex, SS-Hauptsturmführer, SS Panzergrenadier-Regiment 4
- Adolf Peichl, SS-Hauptscharführer, SS Panzergrenadier-Regiment 4
- Herbert Schulze, SS-Sturmbannführer, SS Panzergrenadier-Regiment 4
- Sylvester Stadler, SS-Sturmbannführer, SS Panzergrenadier-Regiment 4
- Heinz Werner, SS-Hauptsturmführer, SS Panzergrenadier-Regiment 4
- Ernst Barkmann, SS-Unterscharführer, SS Panzer-Regiment 2
- Karl-Heinz Boska, SS-Obersturmführer, SS Panzer-Regiment 2
- Rudolf Enseling, SS-Sturmbannführer, SS Panzer-Regiment 2
- Franz Frauscher, SS-Hauptscharführer, SS Panzer-Regiment 2
- Horst Gresiak, SS-Obersturmführer, SS Panzer-Regiment 2
- Friedrich Holzer, SS-Hauptsturmführer, SS Panzer-Regiment 2
- Dieter Kesten, SS-Hauptsturmführer, SS Panzer-Regiment 2
- Karl Kloskowski, SS-Hauptscharführer, SS Panzer-Regiment 2
- Fritz Langanke, SS-Standartenoberjunker, SS Panzer-Regiment 2
- Karl Mühleck, SS-Untersturmführer, SS Panzer-Regiment 2
- Adolf Reeb, SS-Untersturmführer, SS Panzer-Regiment 2
- Albin Freiherr von Reitzenstein, SS-Obersturmbannführer, SS Panzer-Regiment 2
- Willy Simke, SS-Hauptscharführer, SS Panzer-Regiment 2
- Johann Thaler, SS-Unterscharführer, SS Panzer-Regiment 2
- Christian Tychsen, SS-Sturmbannführer, SS Panzer-Regiment 2
- Johann Veith, SS-Obersturmführer, SS Panzer-Regiment 2
- Karl-Heinz Worthmann, SS-Hauptscharführer, SS Panzer-Regiment 2
- Wolfgang Gast, SS-Obersturmführer, SS Panzer-Artillerie-Regiment 2
- Karl Kreutz, SS-Standartenführer, SS Panzer-Artillerie-Regiment 2
- Hans Schabschneider, SS-Unterscharführer, SS Panzer-Artillerie-Regiment 2
- Walter Kniep, SS-Sturmbannführer, SS Sturmgeschutz-Abteilung 2
- Wolfgang Röhder, Dr., SS-Obersturmführer, SS Sturmgeschutz-Abteilung 2
- Erich Rossner, SS-Unterscharführer, SS Panzer-Jäger-Abteilung 2
- Fritz Klingenberg, SS-Hauptsturmführer
- Fritz Vogt, SS-Obersturmführer, SS Aufklärungs-Abteilung 2
- Jakob Fick, SS-Sturmbannführer
- Ernst-August Krag, SS-Sturmbannführer, SS Panzer-Aufklärungs-Abteilung 2
- Alfred Siegling, SS-Oberscharfführer, SS Panzer-Aufklärungs-Abteilung 2
- Otto Weidinger, SS-Sturmbannführer, SS Panzer-Aufklärungs-Abteilung 2
- Hans Weiß, SS-Hauptsturmführer, SS Panzer-Aufklärungs-Abteilung 2
- Siegfried Brosow, SS-Hauptsturmführer, SS Panzer-Pionier-Batallion 2
- Heinrich Schmelzer, SS-Obersturmführer, SS Panzer-Pionier-Batallion 2
- Fritz Rentrop, SS-Obersturmführer, SS Flak-Abteilung 2

### Met eikenloof
- Heinz Harmel, SS-Standartenführer, SS Panzergrenadier-Regiment 3
- Karl Kloskowski, SS-Obersturmführer, SS Panzer-Regiment 2
- Ernst-August Krag, SS-Sturmbannführer, SS Panzer-Aufklärungs-Abteilung 2
- Walter Krüger, SS-Gruppenführer und Generalleutnant der Waffen-SS
- Otto Kumm, SS-Obersturmbannführer, SS Panzergrenadier-Regiment 4
- Heinz Macher, SS-Obersturmführer, SS Panzergrenadier-Regiment 3
- Heinrich Schmelzer, SS-Hauptsturmführer, SS Panzer-Pionier-Batallion 2
- Sylvester Stadler, SS-Obersturmbannführer, SS Panzergrenadier-Regiment 4
- Christian Tychsen, SS-Sturmbannführer, SS Panzer-Regiment 2
- Otto Weidinger, SS-Obersturmbannführer, SS Panzergrenadier-Regiment 4
- Günther-Eberhard Wisliceny, SS-Obersturmbannführer, SS Panzergrenadier-Regiment 3

### Met eikenloof en zwaarden
- Otto Baum, SS-Standartenführer
- Günther-Eberhard Wisliceny, SS-Obersturmbannführer, SS Panzergrenadier-Regiment 3